# Hotel Alsik

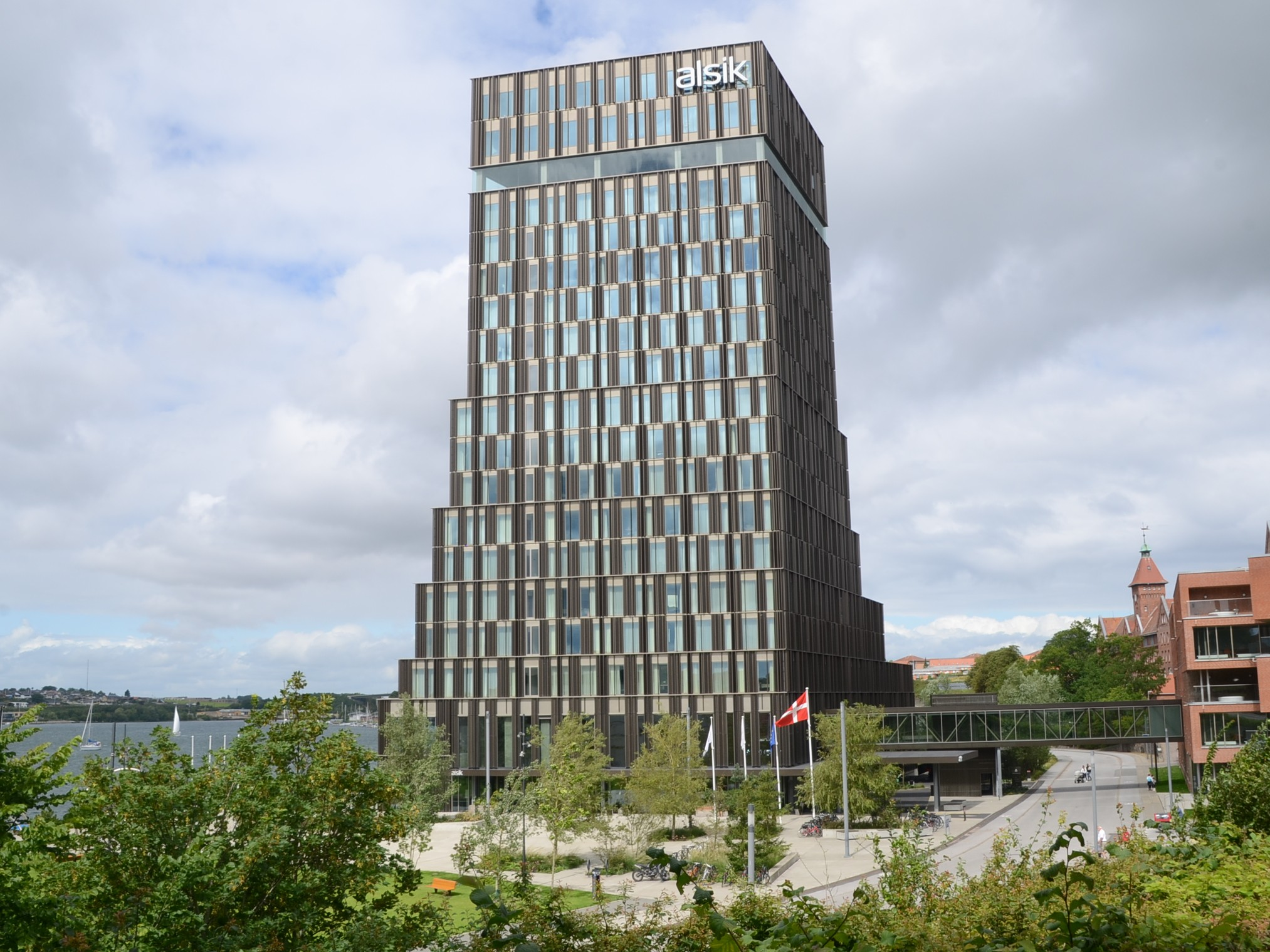
Hotel Alsik, 2023

Das Hotel Alsik (Steigenberger Alsik Hotel & Spa) ist ein am 6. Mai 2019 eröffnetes Hotel in der dänischen Stadt Sønderborg.
Das Hotel wird von der Deutsche Hospitality Hotels & Resorts Gruppe mit Sitz in Hamburg betrieben.

## Geschichte
2006 wurde mit einem Masterplan durch den Architekten Frank Gehry für den ehemaligen Industriehafen von Sønderborg begonnen, der eine komplette Umgestaltung des Hafens vorsah. Die Bürger von Sønderborg konnten ihre Ideen für das Projekt einbringen. Es gingen fast 800 Vorschläge ein, die in diesem Plan integriert wurden. Dieser Plan wurde am 31. Oktober 2008 durch Frank Gehry vorgestellt. Dieser Plan sieht zehn Bauprojekte vor, von denen neun privat und eines öffentlich, das 2017 eröffnete Multikulturhuset, sind.
Eines der privaten Projekte war das Hotel Alsik, für dessen Errichtung der Bitten & Mads Clausens Fond – Inhaber der Firma Danfoss in Nordborg – zusammen mit der Rentengesellschaft PFA Pension zusammen über 600 Mio. DKK investierten. Für die Realisierung des Hotelbaus war der Architekt Louis Becker des dänischen Architekturbüros Henning Larsen Architects, das auch die Königliche Oper Kopenhagen entwarf, verantwortlich.
Der erste Spatenstich erfolgte am 13. November 2015. Am 12. April 2018 wurde das Richtfest begangen.

## Technische Daten
Das 70 Meter hohe Gebäude besitzt 19 Stockwerke und ist damit Sønderborgs neues Wahrzeichen. Von der Besucherterrasse im 17. Stockwerk, 64 Meter über dem Meer, können der Als Sund (deutsch Alsensund), der Hafen Sønderborg, die Flensburger Förde, der Augustenborg Fjord und die Landschaft um Sønderborg betrachtet werden. Der Zugang zur Besucherterrasse ist durch Freischalten eines Kodes auf der Website des Hotels für alle Interessierten zugänglich, abhängig von freien Kapazitäten.
Das Hotel ist das größte 4-Sterne-Konferenz- und Businesshotel der Region und besitzt auf 4500 Quadratmeter den größten Spa- und Wellnessbereich Dänemarks. Es hat 190 Zimmer, davon 20 Junior-Suiten und Suiten, drei Restaurants, ein Café und eine Bar, Markenzeichen des bekannten dänischen Starkochs Jesper Koch. Dazu kommen 1500 Quadratmeter Veranstaltungsfläche mit neun Meeting- und Banketträumen sowie einem Sitzungssaal.
Das Hotel ist zu 76 % klimaneutral.